# Lekkoatletyka na Letnich Igrzyskach Olimpijskich 2020 – pchnięcie kulą kobiet
Turniej kobiet w pchnięciu kulą podczas XXXII Letnich Igrzysk Olimpijskich w Tokio odbył się w dniach 30 lipca - 1 sierpnia 2021. Do rywalizacji przystąpiło 32 sportowców. Arena zawodów był Stadion Olimpijski w Tokio. Mistrzynią olimpijską została Chinka Gong Lijiao, wicemistrzynią Amerykanka Raven Saunders, a brąz zdobyła Nowozelandka Valerie Adams.
Był to XIX olimpijski konkurs pchnięciu kulą kobiet.

## Terminarz
godziny zostały podane w czasie japońskim (UTC+9) oraz polskim (CEST)
| Data            | Godzina rozpoczęcia | Godzina rozpoczęcia |                       |
| Data            | UTC+09:00           | CEST                |                       |
| --------------- | ------------------- | ------------------- | --------------------- |
| 30 lipca 2021   | 19:25               | 12:25               | kwalifikacje, grupa A |
| 30 lipca 2021   | 19:25               | 12:25               | kwalifikacje, grupa B |
| 1 sierpnia 2021 | 10:35               | 3:35                | finał                 |

## System rozgrywek
W kwalifikacjach każda z zawodniczek mogła oddać trzy rzuty. Aby uzyskać awans do finału należało uzyskać minimum kwalifikacyjne - 18,80 m. Jeżeli minimum kwalifikacyjne uzyskało mniej niż 12 sportowców, to kwalifikacje uzyskiwały zawodniczki, które oddały najdalsze rzuty, tak aby liczba finalistek wyniosła 12.
W finale zawodniczki mogły oddać sześć z rzutów, z wyjątkiem czterech kulomiotek, które po trzech próbach osiągnęły najniższe wyniki i były po nich eliminowane z dalszej konkurencji. Do ostatecznego wyniku zaliczano jeden, najdalszy rzut oddany przez zawodniczkę w finale (rzuty w kwalifikacjach nie były brane pod uwagę).

## Rekordy
Przed rozpoczęciem zawodów aktualny rekord świata i rekord olimpijski były następujące:
| WR | Natalja Lisowska | 22,63 m | Moskwa | 7 czerwca 1987 |
| OR | Ilona Slupianek  | 22,41 m | Moskwa | 24 lipca 1980  |

## Wyniki

### Kwalifikacje
| Pozycja | Grupa | Zawodniczka         | Państwo           | 1     | 2     | 3     | Odległość | Uwagi |
| ------- | ----- | ------------------- | ----------------- | ----- | ----- | ----- | --------- | ----- |
| 1       | B     | Gong Lijiao         | Chiny             | 19.46 | -     | -     | 19.46     | Q     |
| 2       | B     | Song Jiayuan        | Chiny             | x     | 19.23 | -     | 19.23     | Q     |
| 3       | A     | Raven Saunders      | Stany Zjednoczone | x     | 19.22 | -     | 19.22     | Q     |
| 4       | A     | Fanny Roos          | Szwecja           | 19.01 | -     | -     | 19.01     | Q     |
| 5       | A     | Alona Dubicka       | Białoruś          | 18.61 | x     | 18.89 | 18.89     | Q     |
| 6       | B     | Valerie Adams       | Nowa Zelandia     | 18.75 | 18.59 | 18.83 | 18.83     | Q     |
| 7       | A     | Gao Yang            | Chiny             | 18.51 | 18.80 | -     | 18.80     | Q     |
| 7       | B     | Auriol Dongmo       | Portugalia        | 18.80 | -     | -     | 18.80     | Q     |
| 9       | A     | Portious Warren     | Trynidad i Tobago | 18.21 | 18.23 | 18.75 | 18.75     | q     |
| 9       | A     | Jessica Ramsey      | Stany Zjednoczone | x     | x     | 18.75 | 18.75     | q     |
| 11      | A     | Maddi Wesche        | Nowa Zelandia     | 18.65 | 16.80 | 18.53 | 18.65     | q     |
| 12      | B     | Sara Gambetta       | Niemcy            | x     | 18.57 | 17.35 | 18.57     | q     |
| 13      | B     | Danniel Thomas-Dodd | Jamajka           | x     | 18.37 | 18.24 | 18.37     |       |
| 14      | A     | Christina Schwanitz | Niemcy            | 17.51 | 17.72 | 18.08 | 18.08     |       |
| 15      | A     | Katharina Maisch    | Niemcy            | 16.92 | 17.89 | 17.72 | 17.89     |       |
| 16      | B     | Emel Dereli         | Turcja            | x     | 17.81 | 17.69 | 17.81     |       |
| 16      | B     | Sophie McKinna      | Wielka Brytania   | 17.81 | x     | 17.60 | 17.81     |       |
| 18      | A     | Klaudia Kardasz     | Polska            | x     | 17.29 | 17.76 | 17.76     |       |
| 19      | A     | Jessica Schilder    | Holandia          | 16.69 | 17.74 | 16.82 | 17.74     |       |
| 20      | B     | Adelaide Aquilla    | Stany Zjednoczone | 17.38 | 17.68 | 16.62 | 17.68     |       |
| 21      | B     | Anita Márton        | Węgry             | 17.42 | 17.59 | x     | 17.59     |       |
| 22      | A     | Lloydricia Cameron  | Jamajka           | 17.29 | x     | 17.43 | 17.43     |       |
| 23      | A     | María Belén Toimil  | Hiszpania         | x     | x     | 17.38 | 17.38     |       |
| 24      | B     | Markéta Červenková  | Czechy            | 17.33 | x     | 17.05 | 17.33     |       |
| 25      | B     | Ahymara Espinoza    | Wenezuela         | 17.17 | 16.74 | 16.50 | 17.17     |       |
| 26      | A     | Olha Hołodna        | Ukraina           | 16.07 | 17.15 | 17.08 | 17.15     |       |
| 27      | B     | Paulina Guba        | Polska            | x     | 16.98 | 16.96 | 16.98     |       |
| 28      | B     | Sarah Mitton        | Kanada            | 16.62 | x     | x     | 16.62     |       |
| 29      | A     | Dimitriana Surdu    | Mołdawia          | 15.61 | 16.55 | x     | 16.55     |       |
| 30      | B     | Geísa Arcanjo       | Brazylia          | 16.46 | x     | x     | 16.46     |       |
| 31      | B     | Sopo Szatiriszwili  | Gruzja            | 14.91 | 15.31 | x     | 15.31     |       |
| -       | A     | Brittany Crew       | Kanada            | x     | x     | x     | NM        |       |

### Finał
| Pozycja | Zawodniczka     | Państwo           | 1     | 2     | 3     | 4     | 5     | 6     | Odległość | Uwagi |
| ------- | --------------- | ----------------- | ----- | ----- | ----- | ----- | ----- | ----- | --------- | ----- |
| złoto   | Gong Lijiao     | Chiny             | 19.95 | x     | 19.98 | 19.80 | 20.53 | 20.58 | 20.58     | PB    |
| srebro  | Raven Saunders  | Stany Zjednoczone | 19.65 | x     | 19.62 | 19.49 | 19.79 | x     | 19.79     |       |
| brąz    | Valerie Adams   | Nowa Zelandia     | 18.62 | 19.49 | 19.62 | x     | x     | 18.76 | 19.62     |       |
| 4       | Auriol Dongmo   | Portugalia        | 19.29 | 18.95 | 19.17 | 19.57 | 19.45 | 19.45 | 19.57     |       |
| 5       | Song Jiayuan    | Chiny             | 18.11 | 19.14 | 18.74 | x     | x     | 18.26 | 19.14     |       |
| 6       | Maddi Wesche    | Nowa Zelandia     | 17.45 | 18.42 | 18.98 | 18.18 | 18.50 | 18.47 | 18.98     | PB    |
| 7       | Fanny Roos      | Szwecja           | 17.99 | 18.02 | 18.91 | x     | 18.72 | 18.76 | 18.91     |       |
| 8       | Sara Gambetta   | Niemcy            | 18.37 | 18.04 | 18.88 | x     | 18.48 | 18.38 | 18.88     | PB    |
| 9       | Alona Dubicka   | Białoruś          | 17.76 | 18.57 | 18.73 | NQ    | NQ    | NQ    | 18.73     |       |
| 10      | Gao Yang        | Chiny             | 18.45 | 18.67 | 18.51 | NQ    | NQ    | NQ    | 18.67     |       |
| 11      | Portious Warren | Trynidad i Tobago | 18.01 | 18.01 | 18.32 | NQ    | NQ    | NQ    | 18.32     |       |
| -       | Jessica Ramsey  | Stany Zjednoczone | x     | x     | x     | NQ    | NQ    | NQ    | NM        |       |